# شورای گلامورگان اسپرینگ

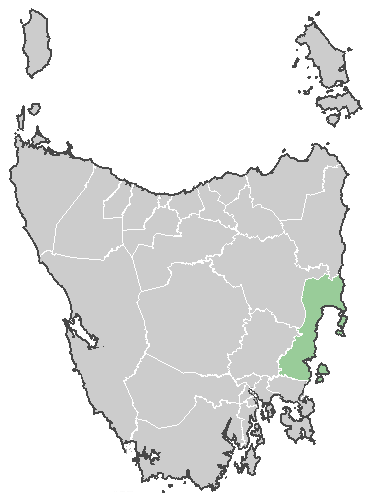

شورای گلامورگان اسپرینگ (به انگلیسی: Glamorgan Spring Bay) یک منطقه مسکونی ساحلی در شرق تاسمانی می‌باشد که نیمه جنوبی ناحیه ساحل شرقی تاسمانی را در بر گرفته است. پارک ملی فریسینت و جزیره ماریا از جاذبه‌های گردشگری این منطقه هستند. این منطقه جمعیتی بالغ بر ۴٬۳۰۰ را در خود جای داده است. عمده جمعیت این ناحیه در مناطق مسکونی زیر متمرکز شده‌اند:
- شهرک بیکنو
- شهرک سوانزی
- خلیج کالز
- شهرستان تریابونا
- روستای اورفورد